# Masada (John Zorn)

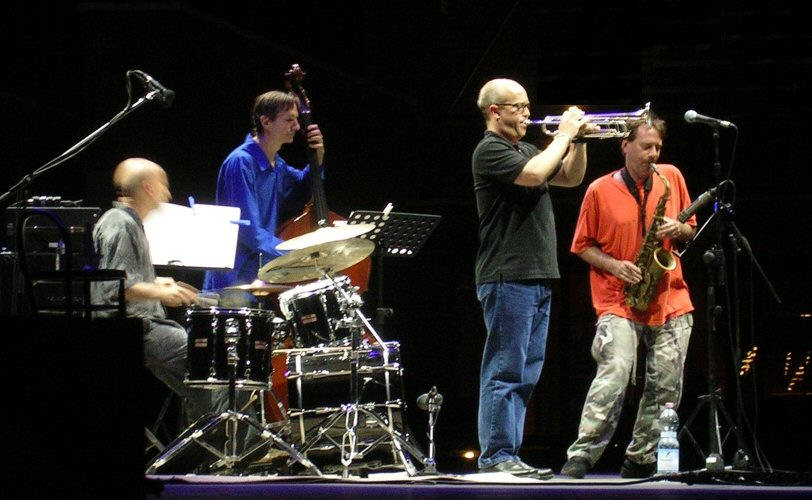
Masada

Masada ist der Oberbegriff für eine Gruppe von Projekten des amerikanischen Musikers John Zorn, die auf Basis von drei von ihm geschriebenen songbooks (Masada Book of Songs, Masada Songbook Two – The Book of Angels und Masada Book Three: The Book Beriah) entstanden und weiterhin entstehen. Die Gemeinsamkeit dieser Projekte ist eine Verbindung von Elementen jüdischer Musik mit Jazz (insbesondere dem Free Jazz von Ornette Coleman), Rock und anderen modernen Musikgenres. Die Lied-Titel entstammen allesamt der hebräischen oder aramäischen Sprache, Album-Cover werden mit jüdischen religiösen Symbolen verziert.
Der Name der Werkreihe geht auf den Massen-Suizid der zelotischen Verteidiger der israelischen Bergfestung Masada im Jahr 73 vor der Eroberung durch die Römer (in Israel eine Art nationaler Gründungsmythos) zurück.

## Geschichte
Die Idee von Masada wird als ein Teil der Wendung Zorns zu seinen jüdischen Wurzeln angesehen, deren erste Etappen die Verkündung des Manifests der Radical Jewish Culture beim Art-Projekt-Festival in München 1992 sowie die Aufnahme des Kristallnacht-Albums im selben Jahr waren. Das Masada-Quartett, bestehend aus Zorn, Dave Douglas, Greg Cohen und Joey Baron, kam zunächst zusammen, um den Soundtrack zu dem Film Thieves’ Quartet einzuspielen. 1994 erschien bei DIW Records sein erstes Album in dieser Besetzung, Alef. Es wurde von dem ursprünglichen Masada-Quartett im Sommer 1993 eingespielt, zusammen mit einem Großteil des Materials für weitere zwei Alben: Masada: Beit und Masada: Dalet. Das veröffentlichungs-chronologisch zwischen den beiden liegende Masada: Gimel wurde im Sommer 1994 aufgenommen.

„Masada entstand, weil ich immer schon ein »Buch« von Melodien schreiben wollte ... es war eine Herausforderung – ich hatte das vorher noch nie getan. Ornette Colemans Kompositionen – Wow! Was für ein Buch an Stücken, unglaublich! Ich wollte etwas Ähnliches beisteuern.“

Das erste Masada-Songbook umfasst 205 Kompositionen, die hauptsächlich von dem Masada-Quartett eingespielt wurden. Das etwa 10 Jahre später (2004) entstandene Book of Angels umfasst 316 Titel, die nach und nach von verschiedenen Künstlern interpretiert werden. Anfang 2014 wurde die Veröffentlichung des dritten, 2009 entstandenen Songbooks der Masada-Serie verkündet – The Book Beriah. Das Book Beriah erschien 2018 als Box-Set mit 11 CDs und allen 92 Kompositionen. Die Stücke der Sammlung Masada werden als Zorns Versuche gewertet, eine neue und radikale Form einer jüdischen Musik zu entwickeln (Radical Jewish Culture).

## Teilprojekte

### Das Masada-Quartett
Die ursprüngliche Masada-Band (auch Acoustic Masada genannt) besteht aus John Zorn, Dave Douglas, Joey Baron sowie Greg Cohen, ein Quartett, dessen Vorbild das Quartett von Ornette Coleman war. Nachdem Zorn seit 1993 mit verschiedenen Gruppen unter dem Namen Masada auftrat, kristallisierte sich das hier dokumentierte Quartett als eine zentrale Besetzung heraus, mit der Zorn jedoch nur teilweise auf Tournee ging. Spätere Aufnahmen wurden unter Beteiligung vieler anderer Musiker und Bands gemacht, oft unter anderen Namen – Masada String Trio, Electric Masada, Bar Kokhba.
2021 wurde das Quartett in neuer Zusammensetzung als New Masada Quartet reaktiviert. Die Besetzung war: Zorn, Julian Lage (Gitarre), Jorge Roeder (Bass) und Kenny Wollesen (Schlagzeug).

### Masada String Trio
Das Masada String Trio besteht aus Mark Feldman, Erik Friedlander und Greg Cohen. Ähnlich wie seine Erweiterung, das Bar Kokhba Sextet, spielt es kammermusikalische Versionen der Kompositionen aus dem Masada Songbook.

### Bar Kokhba
Das nach dem jüdischen Widerstandskämpfer Bar Kochba benannte Projekt Bar Kokhba interpretiert die Kompositionen des Masada Songbook kammermusikalisch. Ursprünglich bestand die Band aus Marc Ribot, Erik Friedlander, Anthony Coleman und John Medeski. Später wurde sie in Bar Kokhba Sextet umbenannt und umfasste auch Mark Feldman, Greg Cohen, Joey Baron und Cyro Baptista – diese Band war eine Erweiterung des Masada String Trio. The Circle Maker ist ein Doppel-Album, bei dem die eine Seite vom Masada String Trio, die andere vom Bar Kokhba Sextet eingespielt wurde.

### Electric Masada
Electric Masada ist eine Jazzrock-Band, die Zorns Kompositionen mit Elementen des Rock und elektronischer Musik verarbeitet. Seine Mitglieder waren Jamie Saft, Ikue Mori, Marc Ribot, Kenny Wollesen, Joey Baron und Cyro Baptista. Sie wurde beschrieben als „eine Verbindung von Naked Citys roher Kraft, Cobras Improvisationswahnsinn und der lyrischen Seele des Masada-Songbooks“.

### 10th Anniversary
Anlässlich des 10-jährigen Bestehens von Masada wurden fünf Jubiläums-Alben veröffentlicht, auf denen Zorns Kompositionen in sehr verschiedenen Stilistiken interpretiert wurden: Punk, Noise, klassische Musik oder Folk. Beteiligt an den Aufnahmen waren u. a. Bill Frisell, Marc Ribot, Medeski, Martin & Wood und Mike Patton.

### Book of Angels
2005 wurde das erste Album der neuen Masada-Reihe veröffentlicht – Astaroth: Book of Angels Volume 1 von dem Jamie Saft Trio. Die Kompositionen des zweiten Masada-Songbooks werden im Gegensatz zum ersten von verschiedenen Künstlern und Gruppen vorgenommen, die nicht ad hoc zu diesem Zweck gegründet wurden. Unter den Beteiligten sind u. a. Pat Metheny, Secret Chiefs 3, Uri Caine, Medeski, Martin & Wood oder Joe Lovano. 2017 erschien mit Paimon von Mary Halvorson Quartet das letzte, 32. Album der Serie.

### Book Beriah
Das dritte Masada Book of Songs erschien gesammelt als ein Box-Set; die einzelnen Teilalben wurden u. a. von Secret Chiefs 3, Craig Taborn und Vadim Neselovskyi, Cyro Baptistas Banquet of the Spirits, Julian Lage und Gyan Riley, Klezmerson eingespielt.

## Diskografische Hinweise
- Siehe John Zorn/Diskografie, Abschnitte Masada Book of Songs und Book of Angels (The Book Beriah unter Nur Komposition).